# Bridges (Warning)
Bridges è un EP del gruppo musicale inglese Warning, pubblicato nel 2010.

## Tracce
1. Bridges (live) – 12:10
2. Bridges (acoustic live) – 12:41

## Formazione
- Patrick Walker - chitarra, voce
- Marcus Hatfield - basso
- Christian Leitch - batteria